# Trauma Center: Under the Knife
Trauma Center: Under the Knife, noto in Giappone come Chōshittō Kadukeusu (超執刀 カドゥケウス? lett. Operazione Super Chirurgica: Caduceo)  è un videogioco di simulazione sviluppato e pubblicato da Atlus per la console Nintendo DS ed è il primo titolo della serie Trauma Center. In seguito al lancio del gioco e dopo l'arrivo della Wii è stata realizzata una riedizione del gioco intitolata Trauma Center: Second Opinion, e un sequel per Nintendo DS intitolato Trauma Center: Under the Knife 2.

## Trama
La storia inizia nell'anno 2018, dove le malattie precedentemente considerate incurabili fanno ormai parte del passato.
Il giocatore assume il ruolo di Derek Stiles, un chirurgo di ventisei anni che lavora all'Hope Hospital di Angeles Bay. Dopo che un paziente si trova in punto di morte a causa della sua negligenza, Derek si imbatte in un incidente d'auto e si ritrova ad operare su un paziente con lesioni incredibilmente gravi al cuore. Proprio quando il paziente sembra non farcela, il chirurgo manifesta una specialità particolare che nemmeno lui stesso sa di avere: il Dono di Asclepio, comunemente noto come “Tocco Curativo”. Questo potere permette al giovane di concentrarsi in modo sovrumano sulle sue operazioni tanto da fermare quasi il tempo. Dopo aver salvato Linda Reid, un'adolescente con uno strano parassita (poi noto come Kyriaki), Derek viene a conoscenza di una nuova malattia chiamata GUILT, diffusa da una organizzazione medico-terroristica conosciuta come Delphi.
È a questo punto che Derek decide di usare la sua abilità per porre fine alla minaccia della GUILT. Affiancato da Angie Thompson, un'infermiera decisa e sicura di sé, inizia a lavorare per la Caduceus, un'organizzazione impegnata nella ricerca e nella lotta contro le malattie incurabili. Qui Derek guarisce una bambina affetta dal un ceppo di GUILT noto come Deftera. Durante una conferenza, Delphi imposta una bomba con l'intento di uccidere i medici presenti. Tuttavia, con l'aiuto di Cybil Myers, una ex poliziotta anestesista della Caduceus, Derek disinnesca la bomba con successo. In seguito il dottor Miller, direttore della sezione europea della Caduceus, lo manda in missione a Rubora, in Africa, dove si imbatte nel terzo tipo di GUILT (Triti) in un ragazzo di nome Reuben.
Tornato negli Stati Uniti, Derek incontra il quarto ceppo di GUILT (Tetarti), che può essere curato solo dopo aver trovato campioni di antigene e prodotto alcuni sieri per poter contrastare la malattia. Greg Kasal, primario dell'Hope Hospital, finisce per essere uno dei primi infettati dal da questo parassita e viene salvato da Derek. In seguito, Richard Anderson, il capo dei Caducei USA, si ammala a causa di un nuovo tipo di GUILT (Pempti) che sembra resistere a ogni trattamento. Alla fine Victor Niguel, ricercatore capo della Caduceus USA, riesce a trovare una cura e la Pempti viene finalmente rimossa dal corpo di Anderson. Tuttavia, Anderson soccombe alla malattia e muore poco dopo, nominando Robert Hoffman, suo amico e direttore dell'Hope Hospital, come suo successore.
Poco tempo dopo, si diffondono nuove epidemie di Kyriaki, Triti e Tetarti che vengono sventate da Derek e dagli altri chirurghi. Poi, una notte, un uomo irrompe nella sede della Caduceus USA e infetta Cybil Myers con il sesto ceppo di GUILT (Paraskevi), ma alla fine Derek riesce a rimuovere il parassita dal suo corpo. Quest'uomo si rivela essere Kennith Blackwell, il padre di Angie scomparso tredici anni prima. Poco tempo dopo, Derek ed Angie raggiungono un laboratorio di ricerca di Delphi e lì incontrano l'ultimo ceppo di GULT, Savato: prima una forma immatura all'interno di un ricercatore, e quindi la forma principale all'interno dello stesso Blackwell. Praticamente l'incarnazione della morte, Savato si rivela essere una sfida difficile per Derek, essendo così veloce che nemmeno il suo Tocco Curativo normale è in grado di sconfiggerla. Utilizzando il Tocco Curativo per due volte di seguito, esso si intensifica a tal punto che il tempo sembra fermarsi, e Derek riesce finalmente a distruggere Savato.
Blackwell offre la sua piena collaborazione per salvare la sua vita e rifiuta l'offerta di amnistia della Caduceus, volendo scontare il suo periodo in carcere per espiare le sue azioni. Le informazioni di Blackwell sul funzionamento di Delphi e sulla posizione del quartier generale, consentendo quindi alla Caduceus di raggiungerlo. Quando Derek ed Angie vi arrivano, con un raid in collaborazione con la Caduceus Europa, scoprono che Delphi ha usato bambini per incubare i sette ceppi di GUILT e, dopo la cura dei pazienti, Derek ed Angie incontrano il capo di Delphi, Adam, ridotto in fin di vita dalla malattia. Derek opera su tutti i sette ceppi e libera il mondo dalla GUILT, diventando noto come l'uomo che ha salvato il mondo.

## Modalità di gioco

Durante un'operazione sono visibili sullo schermo inferiore il corpo del paziente e gli utensili. Sullo schermo superiore il tempo rimanente e Angie, l'infermiera, che suggerisce come agire.

Trauma Center: Under the Knife è un videogioco che combina simulazione chirurgica con la narrazione attraverso sezioni di visual novel non interattivi che utilizzano scene statiche, ritratti di personaggi, caselle di testo e campioni vocali. Lo schermo superiore del Nintendo DS è dedicato alle sequenze della storia e alle statistiche di livello visualizzate come artwork 2D, mentre il touch-screen inferiore è dedicato alle operazioni stesse renderizzate utilizzando modelli 3D. I giocatori assumono il ruolo del protagonista Derek Stiles, un giovane chirurgo con un'abilità misteriosa chiamata Dono di Esculapio. Ogni operazione richiede di curare il paziente da uno o più disturbi entro un determinato limite di tempo.
Le operazioni sono condotte attraverso una visuale in prima persona sull'area interessata. I dieci strumenti chirurgici disponibili sono selezionabili tramite icone lungo i bordi del touch screen. Ogni operazione è preceduta da un briefing, che descrive le condizioni del paziente e le possibili cure. A seconda dell'operazione, i giocatori potrebbero dover drenare le pozze di sangue che ostruiscono l'area, utilizzare un laser chirurgico per trattare piccoli tumori o germi, un bisturi per effettuare incisioni o asportare tumori più grandi, uno scanner per rilevare disturbi nascosti, una pinza per chiudere le ferite e introdurre o estrarre oggetti, una siringa per iniettare una varietà di farmaci e punti di sutura per ricucire ferite e incisioni. Il giocatore deve applicare frequentemente gel antibiotico per trattare lesioni minori e prevenire infezioni. Durante un'operazione vengono utilizzati molti di questi strumenti, ciascuno di essi più volte. Ogni operazione termina con il trattamento della ferita suturata e l'applicazione di una benda. Tutte queste azioni vengono eseguite utilizzando lo stilo DS.
Le operazioni vanno dal trattamento delle ferite superficiali e le estrazioni, a quelle speciali in cui Stiles deve affrontare ceppi di un'infezione parassitaria artificiale soprannominata GUILT. Questi ceppi possono essere altamente mobili, complicando l'operazione. Alcune operazioni sono inoltre influenzate da rischi ambientali, come la turbolenza su un aereo. Un'abilità chiave basata sulla trama è il Dono di Esulapio di Stiles, attivato disegnando una stella a cinque punte sul touch screen: esso rallenta il tempo per un periodo limitato, consentendo al giocatore di eseguire varie azioni senza che il paziente muoia. I punti vengono assegnati in base alla velocità ed efficienza di ciascuna azione. Dopo ogni operazione, il giocatore viene valutato in base alle sue prestazioni, con punteggi che vanno da "C" (la più bassa) a "S" (la più alta). Dopo che un'operazione è stata completata nella modalità Storia, i giocatori possono riprovare nella modalità Sfida per ottenere un punteggio più alto. Il giocatore può salvare la partita dopo ogni capitolo della storia. Se il paziente muore o il tempo scade, il gioco termina e il giocatore deve ricominciare dall'ultimo salvataggio.

## Sviluppo
L'idea originale per Trauma Center venne concepita dal produttore del gioco Katsura Hashino, molto tempo prima dell'inizio dello sviluppo per Nintendo DS, in quanto, sebbene Atlus avesse accarezzato l'idea di un gioco basato sulla simulazione chirurgica, l'hardware di gioco all'epoca non era in grado di realizzare la loro visione. Durante questa fase iniziale, molti membri del personale confrontarono il gioco con simulazioni chirurgiche simili per Windows. La pianificazione del gioco iniziò nell'estate del 2004.  La maggior parte del personale era costituito da veterani del franchise di videogiochi di ruolo Megami Tensei di Atlus, rendendo lo sviluppo difficile a causa delle sue differenze tematiche e di gioco. La produzione si è rivelata una sfida a causa del nuovo hardware di gioco e della sua deviazione dalle meccaniche di gioco di ruolo per cui Atlus era noto. Uno degli elementi più difficili è stato far funzionare il gameplay, che alla fine hanno raggiunto dopo essersi stabiliti su una prospettiva in prima persona per l'intervento chirurgico.
Secondo il regista Kazuya Niinou, il team trasse ispirazione da serie televisive occidentali tra cui ER - Medici in prima linea e Chicago Hope, varie serie televisive e fumetti giapponesi per i primi bozzetti Lo scenario venne scritto da Shogo Isogai, che ha aveva desiderato creare una narrazione che fosse rispettosa nei confronti della professione medica pur essendo divertente, affrontando temi molto diversi dalla serie Megami Tensei. Pur rimanendo in linea con la creazione di un medical drama, a Isogai fu richiesto di aggiungere elementi di fantascienza, il che facilitò l'impresa. Il team rifletté attentamente sulla denominazione delle varietà di GUILT, tutte derivate da parole greche. Si allontanò inoltre dal motivo comune dei videogiochi di glorificare apparentemente la morte. I personaggi sono stati disegnati da Maguro Ikehata. Lo stile artistico fu descritto come "molto in stile anime". La grafica delle operazioni era originariamente molto stilizzata, cosa che Hashino disapprovò.
La colonna sonora venne composta da Kenichi Tsuchiya, Shoji Meguro e Kenichi Kikkawa. Meguro e Tsuchiya erano entrambi veterani del franchise Megami Tensei, in particolare della sua sottoserie Persona e Devil Summoner.  L'apertura è stata uno dei temi creati da Meguro, che ha agito come direttore del suono per il progetto. Ha trovato l'ambiente sonoro limitato ancora più una sfida rispetto alle precedenti console per cui aveva composto. Il lavoro di Tsuchiya si è concentrato su temi ambientali e sound design generale, mentre le colonne sonore di Kikkawa si sono concentrate su brani orchestrali. Mentre Merugo e Kikkawa componevano musica a definizione standard e la riducevano per adattarla all'ambiente sonoro DS, Tsuchiya componeva le sue tracce all'interno dell'ambiente sonoro. A quel tempo Atlus non aveva un'interfaccia MIDI per la composizione DS, quindi i compositori dovettero indovinare come sarebbe stato il suono una volta trapiantato nel gioco.

## Accoglienza
| Testata                       | Giudizio |
| ----------------------------- | -------- |
| Metacritic (media al)         | 81/100   |
| 1UP.com                       | B        |
| Eurogamer                     | 7/10     |
| Famitsū                       | 31/40    |
| Game Informer                 | 7,5/10   |
| GamePro                       | 4,5/5    |
| GameSpot                      | 7,8/10   |
| GameSpy                       | 4,5/5    |
| IGN                           | 8/10     |
| Jeuxvideo.com                 | 17/20    |
| Nintendo la Rivista Ufficiale | 80%      |
| Nintendo Life                 | 8/10     |
| PALGN                         | 7/10     |
| The Video Game Critic         | B        |

In Giappone, il gioco non è apparso nei 500 titoli più venduti della rivista giapponese Famitsū nel 2005, indicando vendite inferiori a 15 000 unità. Al contrario, l'uscita in Nord America è stata descritta dallo staff di Atlus come "assolutamente favolosa". La popolarità del gioco ha spinto Atlus a realizzarne ulteriori tirature. Trauma Center: Under the Knife ha avuto anche ottime vendite in Europa. Sebbene Atlus avesse subito perdite finanziarie prima del 2006, il successo internazionale di Trauma Center contribuì a far realizzare profitto all'azienda.
Famitsū ha elogiato l'uso innovativo del touch screen, mentre Christian Nutt di 1UP.com ha definito il gioco un titolo straordinario per il DS grazie ai suoi controlli raffinati e alle premesse non convenzionali. Tom Bramwell di Eurogamer ha apprezzato il gameplay, sebbene avesse trovato difetti nella presentazione del gioco e confuse o arbitrarie alcune meccaniche. Alex Navarro di GameSpot ha elogiato il bilanciamento del gioco tra narrativa e gameplay in stile arcade.
Justin Leeper, scrivendo per GameSpy, ha ritenuto che Trauma Center potesse riuscire ad attirare un pubblico più ampio rispetto ad altri titoli con le sue idee di gioco non convenzionali. Craig Harris di IGN è rimasto sorpreso da quanto si fosse divertito a giocare. Tom East di Official Nintendo Magazine ha definito Trauma Center "coinvolgente, divertente e molto originale", e Matt Keller di PALGN ha generalmente apprezzato l'esperienza di gioco nonostante la sua breve durata e altri problemi con la difficoltà e la grafica.
L'uso del touch screen e dello stilo del DS è stato generalmente lodato dalla critica: East lo ha definito un concetto reso possibile solo dall'hardware, mentre Leeper ha affermato di aver avuto problemi con l'utilizzo dello stilo. La storia è stata generalmente elogiata, definita da alcuni sciocca, da altri coinvolgente, e alcuni hanno evidenziato la presenza di tematiche mature.  Altri hanno anche criticato la grande quantità di testo, che ha rallentato il ritmo del gioco. I picchi di difficoltà nelle parti successive del gioco, la mancanza di spazio per l'improvvisazione e la ripetitività generale sono stati segnalati dai revisori come fattori dannosi.

## Eredità
GameSpot nominò Trauma Center per la categoria "Gioco più innovativo" del 2005.  Negli anni successivi alla sua uscita, Trauma Center divenne un notevole successo per Atlus. Il sito web VentureBeat ha annoverato Under the Knife tra i giochi più memorabili del 2005 a causa dell'allontanamento dal classico concetto di videogioco e per essere incentrato sul salvataggio di vite.
Dopo l'uscita di Under the Knife, la maggior parte del team di Hashino iniziò a lavorare ai giochi Persona, lasciando solo un manipolo di persone per l'ulteriore sviluppo della serie. Questo gruppo sarebbe divenuto noto internamente come "CadukeTeam".  La serie Trauma Center sarebbe continuata con tre giochi successivi su hardware Nintendo; Trauma Center: New Blood per Wii nel 2007, il sequel diretto Trauma Center: Under the Knife 2, pubblicato nel 2008 per DS; e Trauma Team per Wii nel 2010. Un remake di Under the Knife, Trauma Center: Second Opinion, è stato pubblicato per Wii nel 2006 come titolo di lancio della console.